# 레아 (위성)
레아(Rhea)는 토성의 위성 중 두 번째로 크며, 태양계의 위성 중 아홉 번째로 크다. 레아는 1672년 조반니 도메니코 카시니가 발견했다.

## 이름
레아의 이름은 그리스 신화에 나오는 거인족 티탄인 레아에서 따왔다. 다른 명칭으로 토성 V가 있다.
카시니는 루이 14세를 찬양하는 의미에서 자신이 발견한 4개 위성(테티스, 디오네, 레아, 이아페투스)에 '루이의 별들'이라는 이름을 붙였다. 이는 천문학자들이 자주 부르는 이름이 되었다. 타이탄은 토성 I로 불리며, 나머지 4개는 차례대로 토성 V까지 명칭이 붙어 있다. 1789년 미마스와 엔셀라두스가 발견되자 명칭은 토성 VII까지 확장됐다.
토성의 위성 7개의 이름은 존 허셜(미마스와 엔셀라두스를 발견한 윌리엄 허셜의 아들)이 1847년 자신의 책 '희망봉에서 작성된 천문 관측 결과'에서 언급한 것이다. 이 책에서 허셜은 그리스 신화에 나오는 크로노스의 딸과 형제들인, 티탄족 이름을 위성들에 붙였다.

## 물리적 특징
레아의 밀도는 1.23g/cm3으로 낮다. 밀도로 볼 때 레아는 25%의 암석과 75%의 물 얼음으로 구성되어 있다고 할 수 있다. 종전에는 레아가 중심부에 암석의 핵을 지니고 있을 것으로 예상했다. 그러나 카시니 호의 근접 탐사 결과 축 관성 모멘트 계수는 0.3911 ± 0.0045 kg/m2로 측정되었다. 중심부에 암석 물질이 존재할 경우의 계수가 0.34임을 감안하면, 이 값은 레아의 내부가 거의 균일한 물질로 구성되어 있음을 의미한다. 레아의 외관이 3축(軸) 형태를 보인다는 점은 유체정역학적 균형상 내부 물질들이 균일함을 보여준다.
레아의 겉모습은 디오네와 비슷하며, 조성물 및 생성 역사도 비슷할 것으로 추측한다. 레아의 표면 온도는 73켈빈으로, 태양빛을 직접 받는 곳의 99켈빈과 그늘진 곳의 53켈빈의 중간값이다.
레아 표면에는 충돌구가 매우 많으며, 밝은 선 구조가 존재한다. 레아의 표면은 충돌구의 밀도를 기준으로, 지질학적으로 다른 두 개의 구역으로 나뉜다. 첫째는 충돌구들의 지름이 40킬로미터 이상인 곳이며, 둘째는 극과 적도 지대로 충돌구의 지름이 40킬로보다 작은 곳이다. 이는 레아가 생성 당시 얼마 동안 큰 규모의 지각 활동을 겪었음을 보여준다.
전반구에는 충돌구의 수가 많으며 균일하게 밝은 색을 띤다. 레아의 충돌구는 수성이나 달에 있는 높은 릴리프 구조가 없다. 후반구 표면에는 밝은 색의 그물 무늬가 있으며 어두운 색을 띠고 충돌구의 수가 적다. 그물 무늬는 레아가 생성될 당시 내부에서 액체였던 물질들이 흘러나와 형성된 것으로 알려져 있었다. 그러나 최근 관측을 통해 디오네 표면에 있는 줄무늬가 얼음 계곡임이 밝혀졌음을 고려하면, 레아의 표면에 보이는 그물 무늬 역시 얼음 계곡일 가능성이 크다.
2006년 1월 17일 카시니호의 근접 플라이바이로 더 높은 해상도의 사진을 찍을 수 있었다. 레아에 대한 과학적 연구는 진행 중이며, 플라이바이로 얻은 사진을 통해 레아 표면의 선 무늬가 디오네와 같은 얼음 계곡인지를 밝혀 낼 수 있을 것으로 보인다.

## 고리
2008년 3월 6일 NASA는 레아에 희미한 고리가 있을 가능성이 있다고 발표했다. 이는 위성에서 고리가 발견된 최초의 사례가 될 것이다. 고리의 존재는 카시니호가 토성의 자기장에 의해 전자의 흐름이 바뀌는 것을 근거로 알아낸 것이다. 먼지 및 얼음 조각들이 레아의 힐 구 바깥에 펼쳐져 있는 것으로 보인다. 이 고리는 레아에 근접할수록 밀도가 증가하며, 폭은 좁지만 밀도는 높은 세 개의 고리를 포함하고 있다.

## 탐사
카시니 탐사선은 레아에 여러 차례 접근하여 사진을 찍었다. 카시니 호는 2005년 11월 26일 집중 탐사를 위해 레아에 500킬로미터 거리까지 접근했다. 이후 추가 탐사를 위해 2007년 8월 30일 5,750킬로미터, 2010년 3월 2일 100킬로미터, 2011년 1월 11일 69킬로미터 거리까지 접근했다. 2013년 3월 9일, 마지막으로 992km까지 접근했다.

## 사진

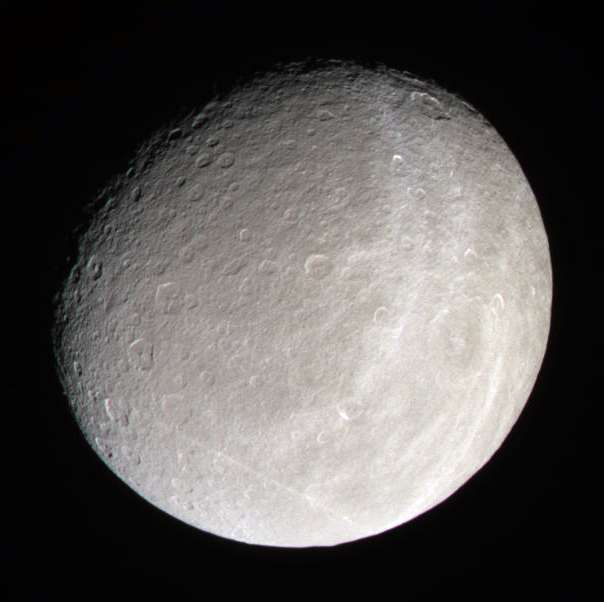
카시니 호가 찍은 레아의 모습. 후반구의 어두운 표면이 보인다.
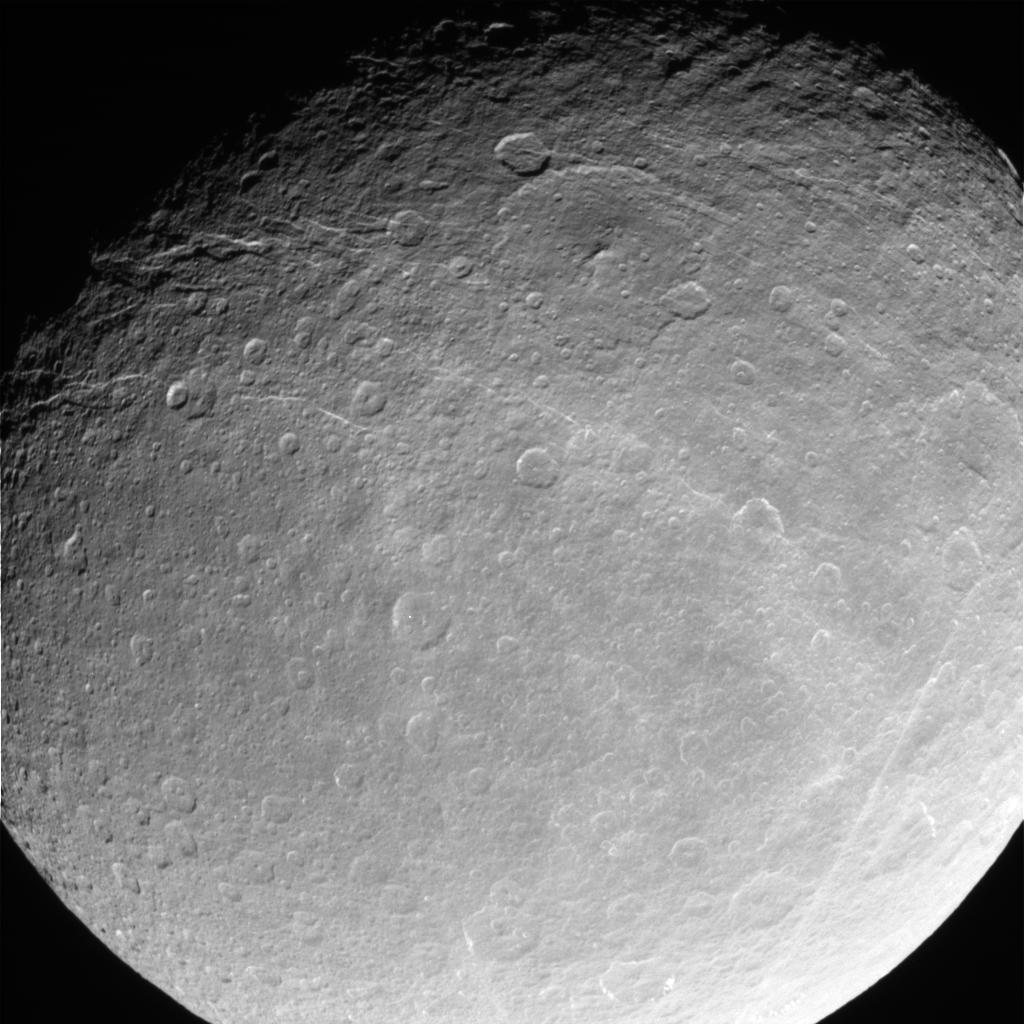
후반구의 고해상도 사진. 얼음 절벽이 보인다.
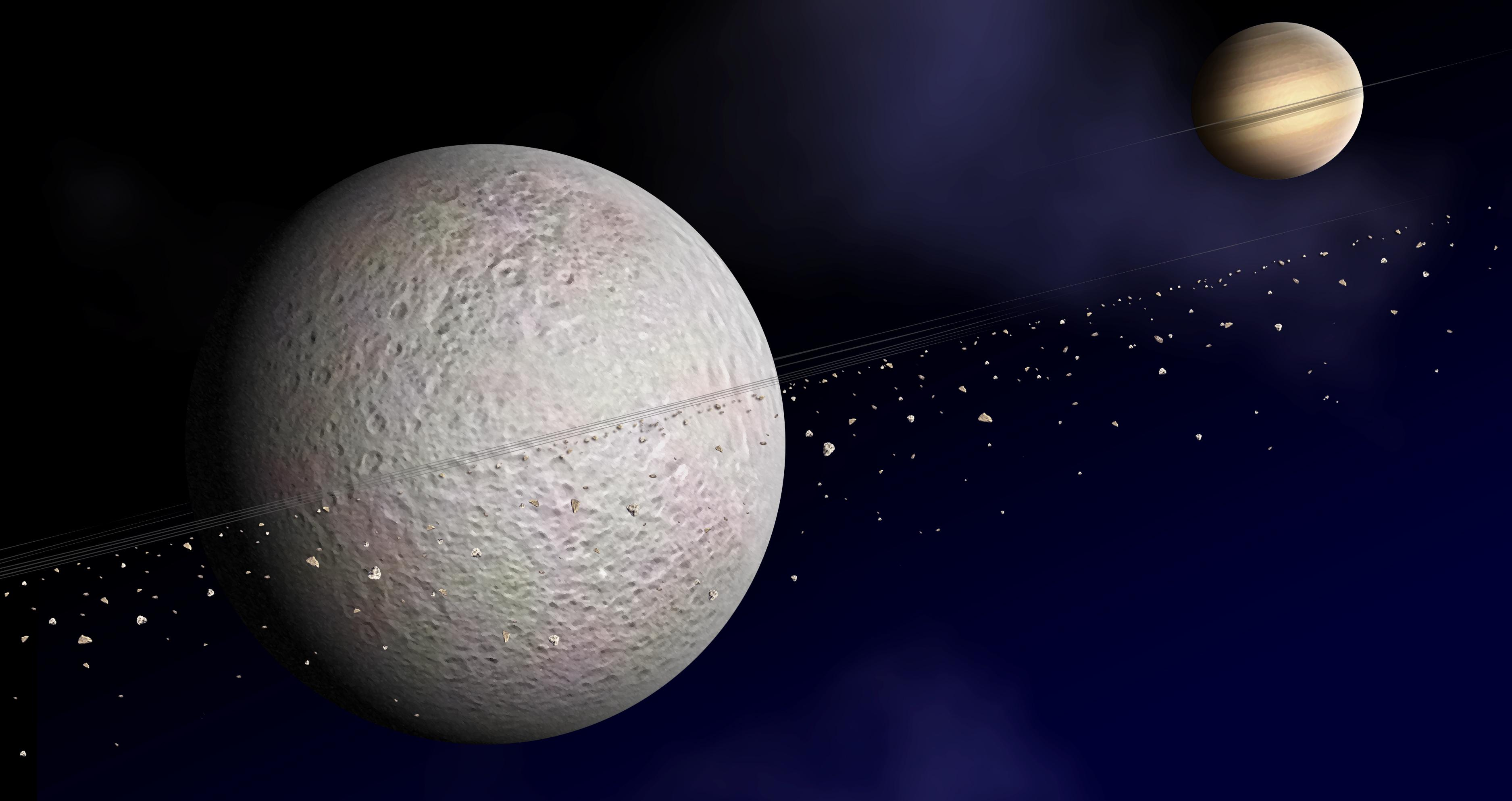
레아의 고리 상상도.

## 같이 보기
- 행성
- 위성 목록
- 손자위성
- 토성의 위성